# Arleux-en-Gohelle
Arleux-en-Gohelle ist eine französische Gemeinde mit  933 Einwohnern (Stand: 1. Januar 2022) im Département Pas-de-Calais in der Region Hauts-de-France. Sie gehört zum Arrondissement Arras und zum Kanton Arras-2.

## Geographie
Die Gemeinde Arleux-en-Gohelle liegt acht Kilometer südsüdöstlich von Lens und neun Kilometer nordnordöstlich von Arras. Umgeben wird Arleux-en-Gohelle von den Nachbargemeinden Méricourt im Norden, Acheville im Nordosten, Fresnoy-en-Gohelle im Osten, Oppy im Südosten, Bailleul-Sir-Berthoult im Süden und Südwesten, Willerval im Westen sowie Vimy im Nordwesten.

## Geschichte
1119 wurde der Ort erstmals als Haluth erwähnt. Während des Ersten Weltkriegs wurde Arleux-en-Gohelle vollständig zerstört. 
Während der Schlacht bei Arras wurde Arleux am 28. Mai 1917 von britischen und kanadischen Truppen erobert. Nach dem Krieg wurde der Ort komplett wiederaufgebaut.

### Bevölkerungsentwicklung
| Jahr                       | 1962 | 1968 | 1975 | 1982 | 1990 | 1999 | 2006 | 2013 | 2022 |
| -------------------------- | ---- | ---- | ---- | ---- | ---- | ---- | ---- | ---- | ---- |
| Einwohner                  | 564  | 575  | 557  | 509  | 675  | 709  | 814  | 835  | 933  |
| Quellen: Cassini und INSEE |      |      |      |      |      |      |      |      |      |

## Sehenswürdigkeiten

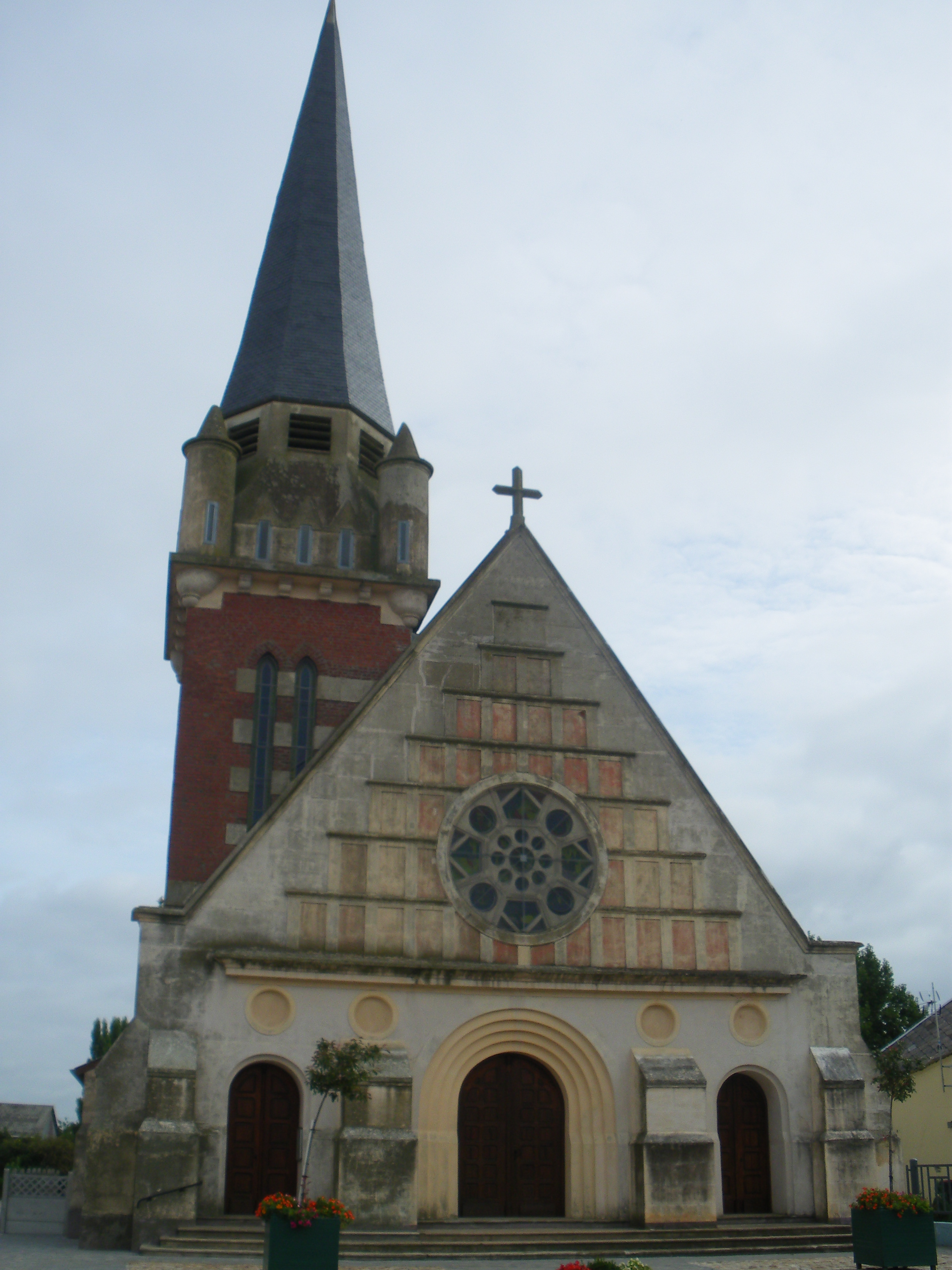
Kirche Saint-Martin
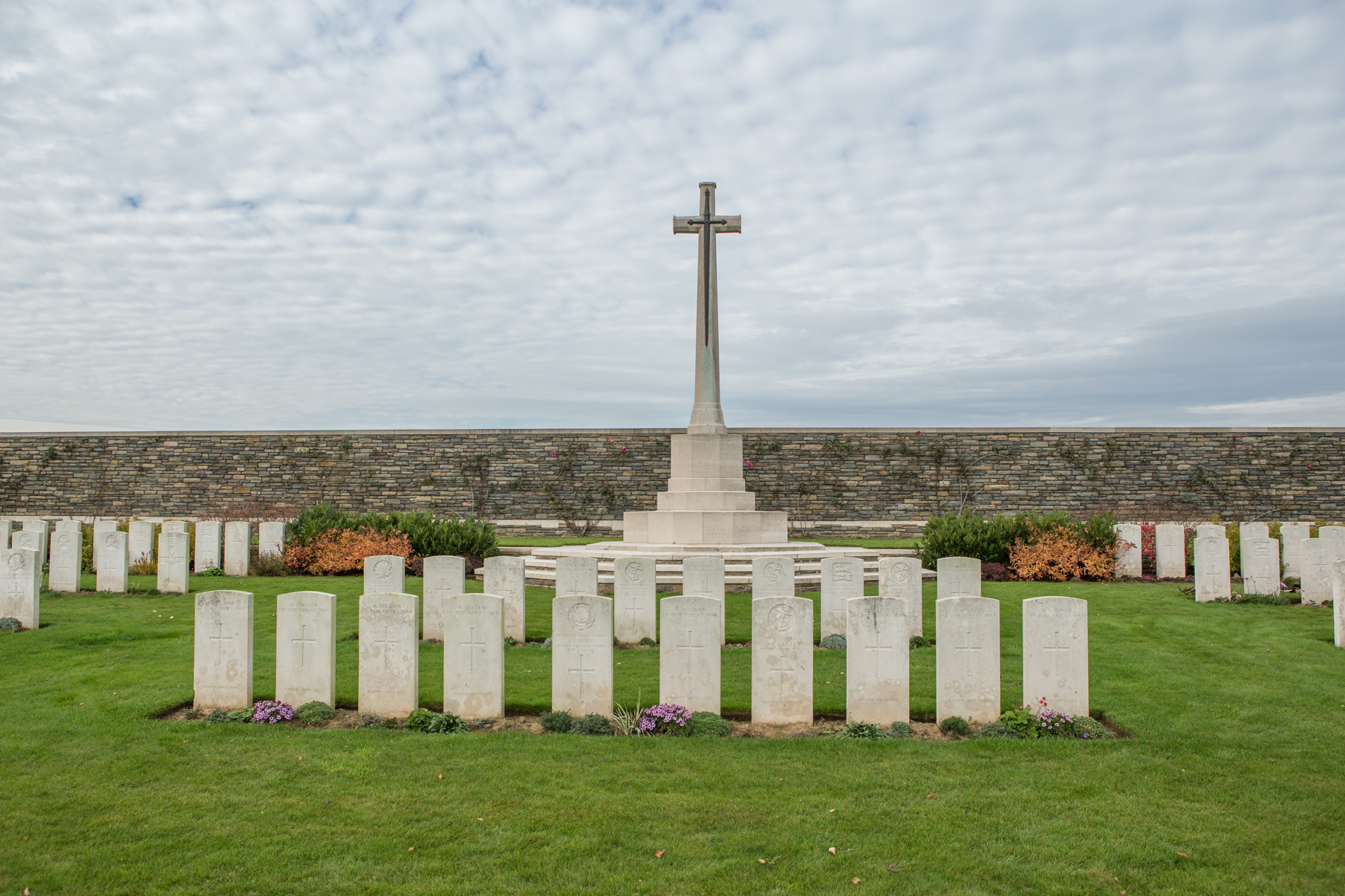
Soldatenfriedhof des Commonwealth

- Kapelle Notre-Dame in Tongre
- Wasserturm
- Kanadischer Militärfriedhof

- Kirche Saint-Martin
- Soldatenfriedhof des Commonwealth